# TT9
| i | mn · n | ms | s |

| i | mn · n | ms | s |

A mai Luxorral szemben az ősi Théba nekropoliszában Dejr el-Medinában található egy ókori egyiptomi kézműves Amenmosze sírja a TT9, ami az igazság helyének szolgálója ("a skorpiók bűvölője") részére készült valószínűleg III. Ramszesz, a XX. dinasztia fáraójának uralkodása idején. Sírját feleségével osztotta meg, akit Tent-homnak hívtak.